# Edvi Illés László
Edvi Illés László (Réti, 1813. december 29. – Jászberény, 1877. június 1.) orvos, író.

## Élete
Edvi Illés Ádám evangélikus lelkész fia, Edvi Illés Pál öccse volt. Az orvosi tudományokat Bécsben hallgatta s ottan 1839-ben orvosdoktorrá avatták. Külföldi tanulmányutat tett, majd Budapesten telepedett le, hol a Császárfürdő orvosa lett. 1848-ban az első magyar belügyminisztériumban a közegészségügyi osztálynál fogalmazó volt; a szabadságharc után az Alföldön bujdokolt. 1852-ben a Jászkun kerületek főorvosa lett és 1861-ig Jászberényben, azontúl Kiskunfélegyházán lakott; 1867-ben nyugalomba vonult és orvosi gyakorlatot folytatott Jászberényben.

## Munkái
- Dissertatio inauguralis medica sistens miasmata. Vindobonae, 1839.
- Muraköz helybeli természettani és orvosi szempontból. Írta Rosenfeld (Rózsay) József. Németből ford. Pest, 1840.
- Besztercze és vidéke. Emlékirat, melyet a magyar orvosok és természetvizsgálók Beszterczén 1842. aug. hó elején tartott harmadik gyűlése emlékére irt Zipser Keresztély András s magyarra áttett… Buda, 1842.
- A budai hévvizek. Különösen a Császárfürdő s gyógyintézetei. Pest, 1843.
- Napoleon császár történetei. Uo. 1844. (Legolcsóbb Népkönyvek 1. füzet.)
- Világtörténet, a legrégibb időktől a legújabb korig. Uo. 1846. Két kötet. (2. kiadás. Uo. 1857.)
- Versuch einer physikalisch-medizinischen Darstellung der Heilquellen des Kaiserbades zu Ofen. Uo. 1847.
- A kénégeny-gőz hatása, különösen seborvosi tekintetből; tapasztalati adatokra építve s tudományosan felvilágosítva. Irta Rosenfeld (Rózsay) József; ford. (Névtelenül) Uo. 1847.

## Cikkei
Prisnitz, németből ford. (Társalkodó 1837.), A bécsi cs. kir. orvosegyesület rendszabályai (Orvosi Tár 1840), Elmélkedések a budai császárfürdő gyógyhatása körül, A budapesti kir. orvosegylet 1847-ik évi ülésének jegyzőkönyve (Uo. 1846–47.) és az Orvos-Sebészi Évkönyvekben 1841–44. több értekezése; írt még a Wiener Medizinische Pressébe s a Gyógyászatba.